# Saison 2002-2003 de l'Olympique lyonnais
Maillots
Chronologie
Saison précédente Saison suivante
La saison 2002-2003 de l'Olympique lyonnais est la cinquante-troisième de l'histoire du club.

## Effectif
Gardiens
- Grégory Coupet  France
- Rémy Vercoutre  France
- Nicolas Puydebois  France

Défenseurs
- Edmílson  Brésil
- Cláudio Caçapa  Brésil
- Patrick Müller  Suisse
- Éric Deflandre  Belgique
- Christophe Delmotte  France
- Jérémie Bréchet  France
- Jean-Marc Chanelet  France
- Florent Laville  France
- Laurent Montoya  France
- Yohan Gomez  France

Milieux
- M'Sadek Senoussi  Tunisie
- Alexandre Hauw  France
- Florent Balmont  France
- Mahamadou Diarra  Mali
- Vikash Dhorasoo  France
- Éric Carrière  France
- Philippe Violeau  France
- Juninho Pernambucano  Brésil

Attaquants
- Sonny Anderson  Brésil
- Tony Vairelles  France
- Frédéric Née  France
- Bryan Bergougnoux  France
- Peguy Luyindula  France
- Sidney Govou  France
- Julien Viale  France

## Statistiques
Buteurs de l'OL en championnat
- 13 buts : Juninho
- 12 buts : Sonny Anderson
- 11 buts : Peguy Luyindula
- 7 buts : Sidney Govou
- 6 buts : Éric Carrière
- 2 buts : Tony Vairelles, Cláudio Caçapa, Vikash Dhorasoo
- 1 but : Florent Laville, Jean-Marc Chanelet, Frédéric Née, Philippe Violeau, Christophe Delmotte, Mahamadou Diarra
- C.S.C. : Nisa Saveljic, Laurent Charvet

## Détail des matchs

### Trophée des champions
| Date            | Tour   | Adversaire | Lieu   | Score | Buteurs de l'OL                                         | Public |
| --------------- | ------ | ---------- | ------ | ----- | ------------------------------------------------------- | ------ |
| 27 juillet 2002 | Finale | Lorient    | Neutre | 5 - 1 | S. Govou 14e 23e 75e, V. Dhorasoo 43e, P. Luyindula 78e | 5 041  |

### Ligue des champions
| Date              | Tour                           | Adversaire     | Lieu | Score | Buteurs de l'OL                                                         | Class. | Public |
| ----------------- | ------------------------------ | -------------- | ---- | ----- | ----------------------------------------------------------------------- | ------ | ------ |
| 17 septembre 2002 | Phase de groupes – 1re journée | Ajax Amsterdam | Ext. | 2 - 1 | S. Anderson 84e                                                         | -      | 35 000 |
| 25 septembre 2002 | Phase de groupes – 2e journée  | Rosenborg      | Dom. | 5 - 0 | E. Carrière 6e, T. Vairelles 26e 45e, S. Anderson 33e, P. Luyindula 75e | -      | 37 505 |
| 2 octobre 2002    | Phase de groupes – 3e journée  | Inter Milan    | Ext. | 1 - 2 | Govou 21e, S. Anderson 60e                                              | -      | 31 448 |
| 22 octobre 2002   | Phase de groupes – 4e journée  | Inter Milan    | Dom. | 3 - 3 | S. Anderson 21e 75e, E. Carrière 44e                                    | -      | 37 770 |
| 30 octobre 2002   | Phase de groupes – 5e journée  | Ajax Amsterdam | Dom. | 0 - 2 | -                                                                       | -      | 38 134 |
| 12 novembre 2002  | Phase de groupes – 6e journée  | Rosenborg      | Ext. | 1 - 1 | Govou 84e                                                               | 3e     | 21 008 |

- Classement : 3e ; 8 points ; 2 V, 2 N, 2 D ; 12 buts pour, 8 buts contre, +4

### Coupe de l'UEFA
| Date             | Tour         | Adversaire  | Lieu | Score | Buteurs de l'OL | Public |
| ---------------- | ------------ | ----------- | ---- | ----- | --------------- | ------ |
| 28 novembre 2002 | 1/16e aller  | Denizlispor | Ext. | 0 - 0 | -               | -      |
| 12 décembre 2002 | 1/16e retour | Denizlispor | Dom. | 0 - 1 | -               | -      |

### Coupe de la Ligue
| Date            | Tour  | Adversaire | Lieu | Score                | Buteurs de l'OL                    | Public |
| --------------- | ----- | ---------- | ---- | -------------------- | ---------------------------------- | ------ |
| 7 décembre 2002 | 1/16e | Bastia     | Dom. | 2 - 0                | P. Luyindula 32e 84e               | 26 332 |
| 18 janvier 2003 | 1/8e  | Sochaux    | Ext. | 3 - 3 (5 t.a.b. à 3) | S. Govou 45e 49e, P. Luyindula 47e | 12 486 |

### Coupe de France
| Date           | Tour  | Adversaire            | Lieu | Score | Buteurs de l'OL | Public |
| -------------- | ----- | --------------------- | ---- | ----- | --------------- | ------ |
| 4 janvier 2003 | 1/32e | Libourne-Saint-Seurin | Ext. | 1 - 0 | -               | 8 500  |

### Championnat de France
- 1. Guingamp - Lyon 3-3 (1-2) : Juninho (3e), J. Chanelet (39e), S. Anderson (51e)
- 2. Lyon - Sedan 6-1 (2-1) : Juninho (42e, 69e), C. Caçapa (45e), S. Anderson (59e, 80e), P. Luyindula (90e)
- 3. Marseille - Lyon 1-1 (1-1) : S. Govou (14e)
- 4. Lyon - Bastia 4-1 (2-1) : S. Anderson (19e, 36e, 63e), E. Carrière (87e)
- 5. Sochaux - Lyon 2-1 (0-0) : N. Saveljic (90e C.S.C.) (Classement : 5e)
- 6. Lyon - Lens 1-0 (1-0) : Juninho (32e)
- 7. Nantes - Lyon 1-0 (1-0)
- 8. Lyon - Monaco 1-3 (0-1) : F. Laville (54e)
- 9. Troyes - Lyon 1-1 (0-0) : V. Dhorasoo (74e) (Classement : 10e)
- 10. Rennes - Lyon 0-1 (0-0) : S. Govou (51e)
- 11. Lyon - Auxerre 3-0 (1-0) : Juninho (36e, 51e, 75e)
- 12. Ajaccio - Lyon 0-1 (0-1) : T. Vairelles (32e)
- 13. Lyon - Nice 2-2 (0-1) : S. Anderson (49e), C. Delmotte (67e) (Classement : 5e)
- 14. Le Havre - Lyon 1-2 (0-1) : E. Carrière (9e), C. Caçapa (87e)
- 15. Lyon - Bordeaux 4-2 (1-2) : S. Govou (2e), P. Luyindula (46e, 49e), T. Vairelles (53e)
- 16. Lille - Lyon 2-1 (0-0) : F. Née (90e)
- 17. Lyon - Strasbourg 2-1 (2-1) : P. Luyindula (34e), M. Diarra (47e) (Classement : 1er)
- 18. Paris - Lyon 2-0 (1-0)
- 19. Lyon - Montpellier 1-1 (0-0) : E. Carrière (57e) (Classement : 4e)
- 20. Sedan - Lyon 1-1 (0-0) : S. Anderson (47e)
- 21. Lyon - Marseille 1-0 (1-0) : P. Luyindula (41e)
- 22. Bastia - Lyon 2-0 (0-0) (Classement : 5e)
- 23. Lyon - Sochaux 4-1 (3-0) : P. Luyindula (28e, 44e), Juninho (39e), L. Charvet (48e C.S.C.)
- 24. Lens - Lyon 2-2 (2-2) : V. Dhorasoo (27e), E. Carrière (44e)
- 25. Lyon - Nantes 0-0 (0-0)
- 26. Monaco - Lyon 2-0 (1-0) (Classement : 5e)
- 27. Lyon - Troyes 0-0 (0-0)
- 28. Lyon - Rennes 4-1 (2-1) : Juninho (16e), P. Luyindula (45e, 73e), S. Govou (60e) (Classement : 4e)
- 29. Auxerre - Lyon 1-2 (0-2) : S. Govou (5e), P. Luyindula (36e)
- 30. Lyon - Ajaccio 3-1 (2-1) : Juninho (9e, 39e), S. Anderson (84e)
- 31. Nice - Lyon 0-1 (0-0) : Juninho (84e)
- 32. Lyon - Le Havre 2-1 (1-1) : S. Govou (38e), E. Carrière (85e)
- 33. Bordeaux - Lyon 0-1 (0-0) : S. Anderson (61e) (Classement : 1er)
- 34. Lyon - Lille 0-0 (0-0)
- 35. Strasbourg - Lyon 0-4 (0-1) : S. Anderson (4e), E. Carrière (59e), P. Luyindula (64e), P. Violeau (79e)
- 36. Lyon - Paris 1-0 (1-0) : S. Anderson (25e)
- 37. Montpellier - Lyon 1-1 (1-1) : Juninho (27e)
- 38. Lyon - Guingamp 1-4 (0-2) : S. Govou (65e) (Classement : 1er)
- Classement : 1er ; 68 points ; 19 V, 11 N, 8 D ; 63 buts pour, 41 buts contre, +22

## Sources